# Huis Ducale
Het Huis Ducale (Frans: Maison Ducale) is een neoclassicistisch herenhuis in de Belgische hoofdstad Brussel. Het is gelegen aan de Hertogstraat in de Koninklijke Wijk tegenover het Warandepark en is eigendom van de bank BNP Paribas Fortis.

## Geschiedenis
Het Huis Ducale werd in 1779 gebouwd, gelijktijdig met de rest van de door de Fransman Barnabé Guimard ontworpen Hertogstraat.
Van 1831 tot 1887 woonde er ambtenaar en historicus Jules Van Praet, die onder meer secretaris van koningen Leopold I en Leopold II was. Hij was tevens kunstverzamelaar en bracht er zijn uitgebreide boeken- en kunstverzameling onder. In 1892 kwam het gebouw in handen van senaatsvoorzitter Henri t'Kint de Roodenbeke. Datzelfde jaar werd de gevel naar ontwerp van Paul Saintenoy gerestaureerd. In 1946 verkocht de familie T'Kint de Roodenbeke het Huis Ducale aan de Banque Belge pour l'Étranger, een dochteronderneming van de Generale Maatschappij van België, die het in 1961 verkocht aan de Generale Bank, de voorloper van BNP Paribas Fortis. In 1894, 1907, 1912, 1947 en 2008 werd het pand gerenoveerd.
Heden wordt Huis Ducale gebruikt voor zakenlunches, recepties en ontvangsten.

## Interieur
De benedenverdieping wordt gekenmerkt door empirestijl en de eerste verdieping door 18e-eeuwse lambrisering en meubilair in Lodewijk XV-stijl. Op de tweede verdieping zijn enkele vergaderzalen, waaronder een Aziatische zaal met Chinees Kangxi-porselein en een Japans kamerscherm. De kunstwerken in het gebouw werden aangekocht door de verschillende instellingen die later BNP Paribas Fortis vormden.